# Byssocorticium
Byssocorticium Bondartsev & Singer (wełniczek) – rodzaj grzybów z rodziny błonkowatych (Atheliaceae).

## Charakterystyka
Grzyby kortycjoidalne o bazydiokarpie wełnistym. Hymenofor gładki lub rurkowaty, niebieskawo-zielony. System strzępkowy monomityczny, strzępki z prostą przegrodą, z kilkoma rozproszonymi sprzążkami, rozgałęzione pod kątem prostym. Cystyd brak. Podstawki maczugowate, z 4-sterygmami, z obfitą, ziarnistą zawartością i ze sprzążką bazalną lub bez. Bazydiospory kuliste lub półkuliste, gładkie, wyraźnie grubościenne, nieamyloidalne, niedekstrynoidalne, barwiące się na niebiesko w błękicie bawełnianym.
Byssocorticium charakteryzuje się wełnistymi owocnikami, zwykle o niebieskawym kolorze i grubościennymi bazydiosporami. Jest podobny do Piloderma, ale w tym rodzaju brakuje niebieskawych kolorów, a strzępki są całkowicie proste z przegrodami. Do rodziny Atheliaceae Byssocorticium został włączony na podstawie badań molekularnych.

## Systematyka i nazewnictwo
Pozycja w klasyfikacji według Index Fungorum: Atheliaceae, Atheliales, Agaricomycetidae, Agaricomycetes, Agaricomycotina, Basidiomycota, Fungi.
Polską nazwę nadał Władysław Wojewoda w 1999 r. Synonimy naukowe: Byssocorticium Bondartsev & Singer, Caerulicium Jülich:
Gatunki występujące w Polsce:
- Byssocorticium atrovirens (Fr.) Bondartsev & Singer 1944 – wełniczek niebieskozielonawy
- Byssocorticium pulchrum (S. Lundell) M.P. Christ. 1960[4] – wełniczek piękny

Nazwy naukowe na podstawie Index Fungorum. Wykaz gatunków i nazwy polskie według Władysława Wojewody.